# Bembidion civile
Bembidion civile är en skalbaggsart som beskrevs av Thomas Casey. Bembidion civile ingår i släktet Bembidion och familjen jordlöpare. Inga underarter finns listade i Catalogue of Life.